# 이오카 슌
이오카 슌(일본어: 伊岡 瞬)은 일본의 소설가이다.